# توماس پاکنهام، پنجمین ارل لانگفورد
توماس پاکنهام، پنجمین ارل لانگفورد (انگلیسی: Thomas Pakenham, 5th Earl of Longford؛ ۱۹ اکتبر ۱۸۶۴ – ۲۱ اوت ۱۹۱۵ (۵۰ سال)) سرباز اهل پادشاهی متحد بریتانیای کبیر و ایرلند بود. وی همچنین برندهٔ جوایزی همچون نشان سنت پاتریک شده‌است.